# Poškození rostlin suchem

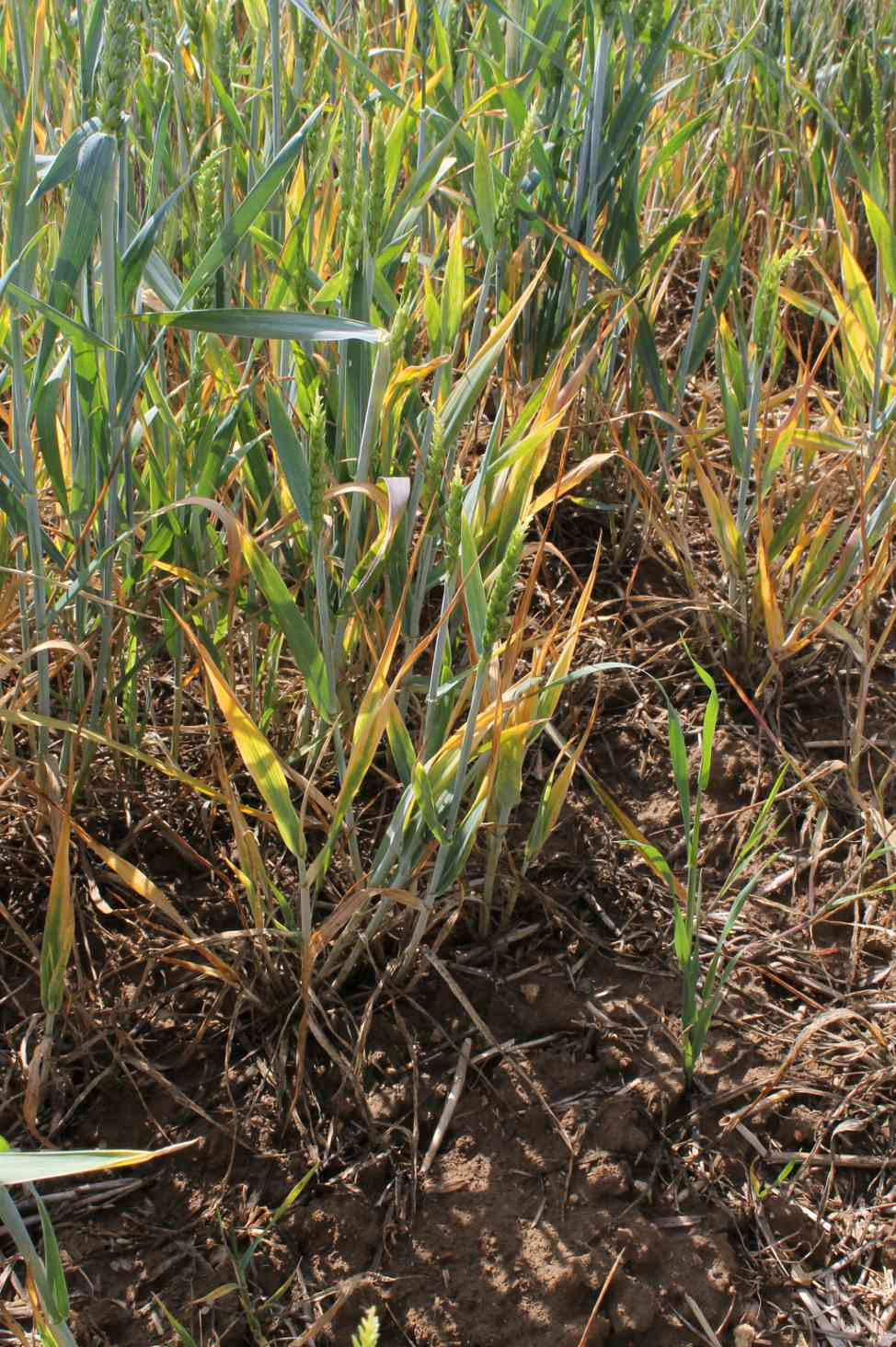
Sucho v roce 2012 u obilnin.

Poškození rostlin suchem je fyziologické poškození rostlin způsobené nedostupností vody pro rostlinu nebo neschopností vodu využít. Poškozeny mohou být všechny druhy rostlin. Dostupnost kapilární vody je udáván tzv. lentokapilárním bodem. Ukazatelem zásobení půdy vodou je tzv. bod vadnutí, ten je stanoven na hodnotu sacího tlaku pF 4,19 a udává vlhkost půdy, kdy jsou rostliny vystaveny trvalému nedostatku vody a následně vadnou. Pokud jsou zavlaženy, obnoví turgor. Bod trvalého vadnutí je dán množstvím vody v půdě, při němž rostlina vadne a již neobnoví turgor po zpřístupnění vody. Kromě půdních podmínek je dán i druhem rostliny.

## Význam
Voda je rozpouštědlem živin a podílí se také na jejich transportu v rostlině. Účastní se základních metabolických procesů, udržuje tepelný režim a turgor. Poškození rostlin suchem způsobuje velké ekonomické ztráty na rostlinách a produkci v roce, kdy trvá, a často i v bezprostředně následujících letech. Voda může být v půdě fyziologicky a chemicky vázána tak, že není přijatelná rostlinou. Dostatečná vlhkost půdy je přitom jedním z významnějších předpokladů pro růst a vývoj.
Při nadbytku nebo nedostatku dostupné vody vzniká u rostlin vodní stres. V období krátkodobého sucha nazývaném přísušek dochází k negativnímu ovlivnění metabolismu rostlin. Přemokření půdy způsobuje nedostatečné zásobení podzemních orgánů rostliny (kořenů) vzduchem, tzv. hypoxii, nedostatek kyslíku v pletivech, nebo dokonce anoxii, zadušení. Nízký obsah půdního vzduchu vede také ke změně chemismu půdy včetně změny pH. Dochází k poškození rostlin nadbytkem vody. Optimální obsah vody v půdě má proto zásadní význam pro správný vývoj rostliny.
Suchý vzduch, tedy vzduch s nedostatkem vlhkosti (teplý i studený) může vést k poškození rostlin nebo k takovému oslabení rostlin, že jsou napadány patogeny.

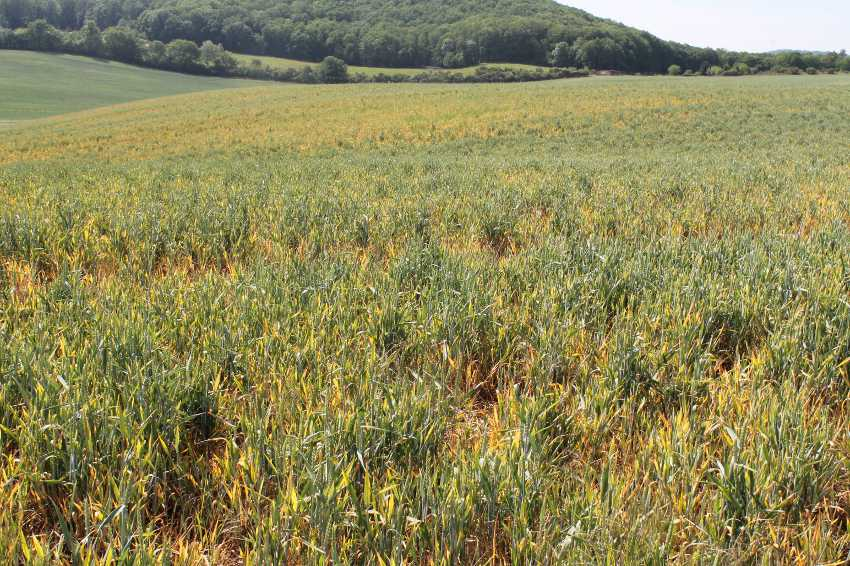
Sucho, pohled na celý porost (Brno-Komín, léto 2012)

## Příznaky
Nedostatek vody se zpočátku projevuje jako vadnutí. Vadnutím rostliny reagují na krátkodobý nedostatek vody.
Rostliny získávají zpočátku tmavé, později bledě zelené až žlutavé zbarvení. Dlouhotrvající sucho se projevuje podle ročního období a teplot svinováním a opadem plodů, květů, listů nebo jehlic, malými nebo žádnými přírůstky, prosycháním, nekrózami čepele a žloutenkami. Dlouhotrvající sucho končí úhynem rostliny.  Intenzita poškození suchem může být u různých rostlin různá. Různé druhy jsou na okolní prostředí různě adaptovány.

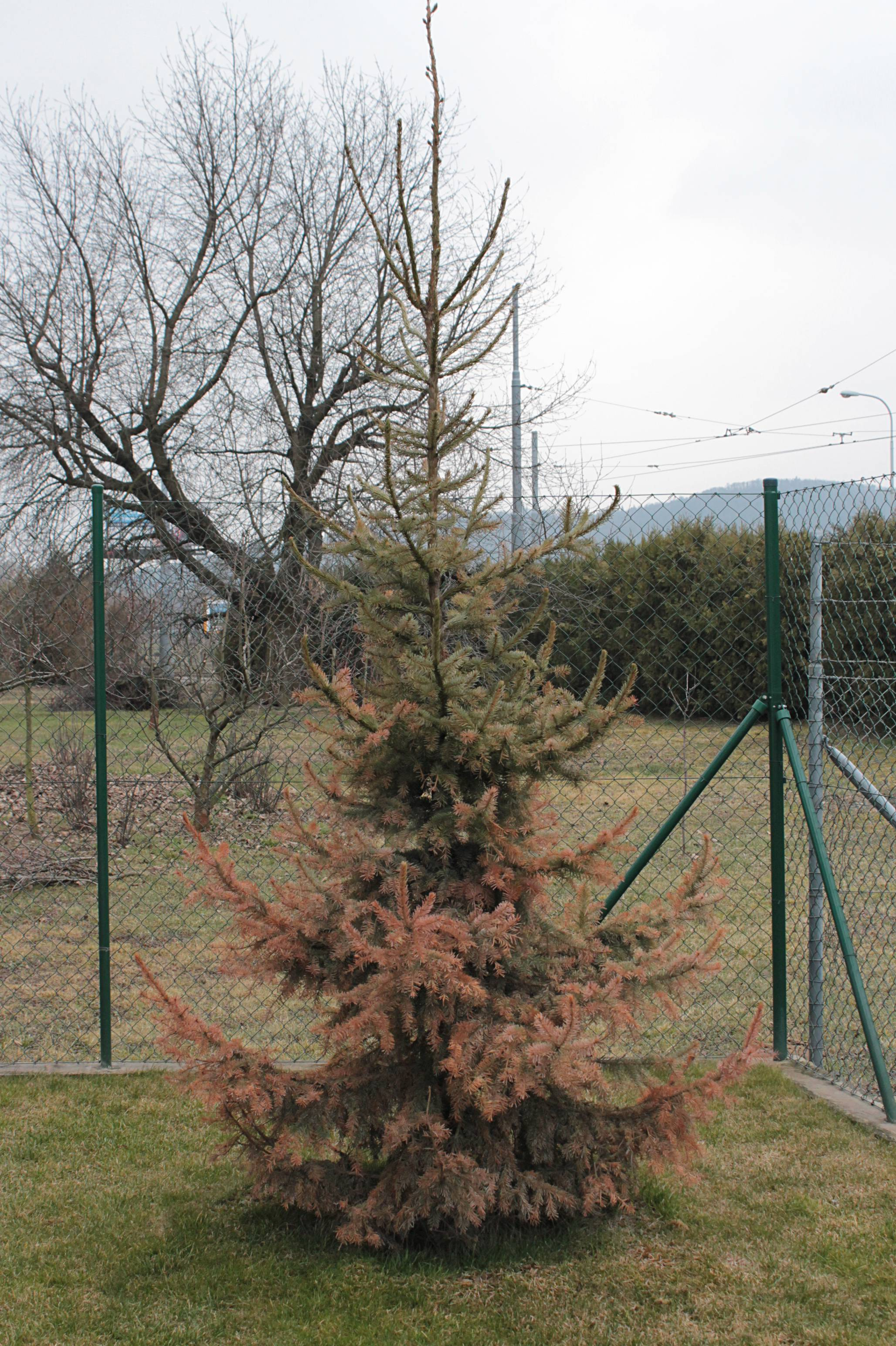
Poškození jehličnanu fyziologickým suchem v zimě.

Příčinou vadnutí může být nedostatek vody v půdě, přílišný obsah solí v půdě (čímž rostlina ztrácí schopnost přijímat tuto vodu), poškození rostlinných vodivých pletiv, a podobně. Je li voda v půdě silně vázána, rostliny ji nemohou přijmout a jsou vystaveny tzv. fyziologickému suchu.

### Fyziologická sypavka
Brzy zjara, nebo v zimě, když je voda pro rostlinu málo dostupná a asimilace může být díky krátkodobému oteplení a dostatečnému světelnému záření relativně intenzivní, může dojít k rychlému usychání keřů a stromů. Toto riziko je vysoké u stálezelených rostlin a jehličnanů. Efekt vysychání může zvýšit i vysoké proudění vzduchu.

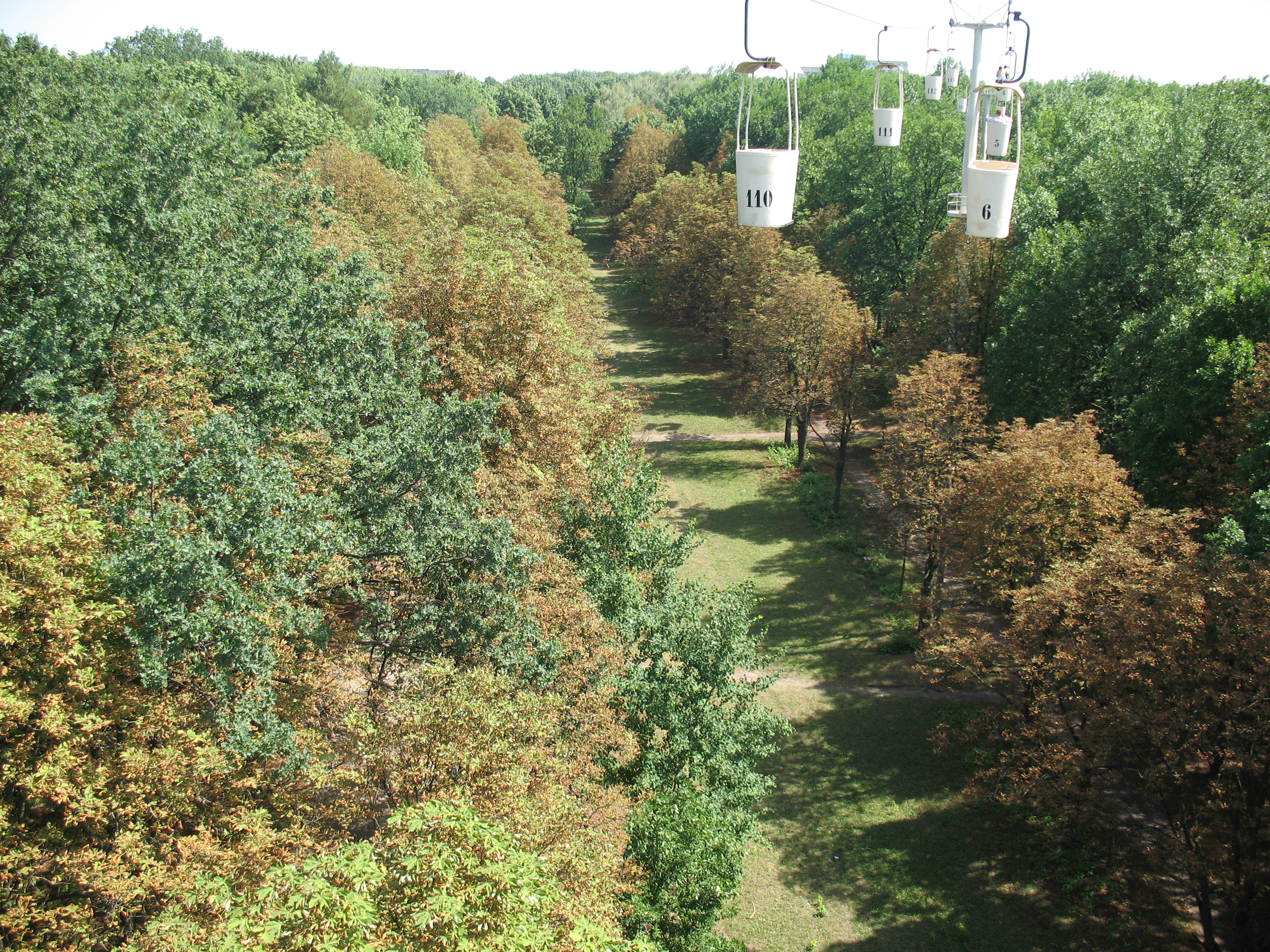
Suchem poškozená alej kaštanů (Castanea sativa) v parku Gorkého, Charkov 31. července 2010. Listy stromů opadávají.

## Mechanismus vzniku
Voda je vázána v půdě půdními částicemi, půdními komplexy. Dostupnost vody pro rostlinu je dána jejím obsahem v půdních kapilárách a schopností jimi vzlínat. Při nižších vlhkostech je voda v kapilárách těžce pohyblivá a její dostupnost pro rostlinu se snižuje. Při nedostatku vody v půdě je rostlina vystavena vodnímu stresu, což znamená, že transpirací vydá víc vody, než dokáže přijmout. I krátkodobý vodní stres může mít na rostlinu dlouhodobé účinky.
Je li nedostupnost vody v půdě dána zasolením půdy, může být pro hustotu roztoku v půdě rostlinou voda nepřijatelná. Na buněčné úrovni dochází vlivem okolního prostředí k zahušťování obsahu buňky až ke kritickému bodu, kdy už dochází pouze k vysýchání neživé hmoty.

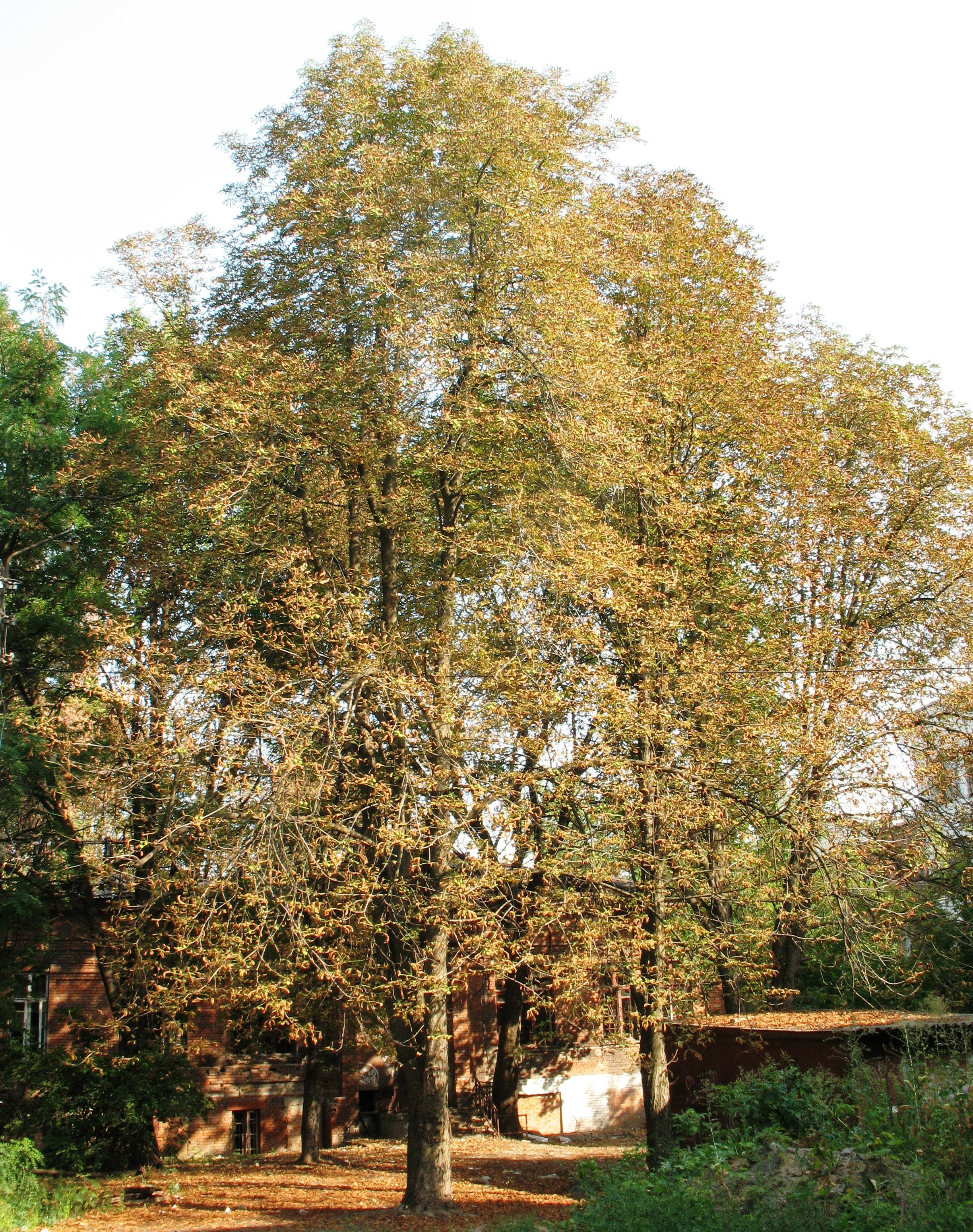
Sucho v Charkově 7. srpna 2010. Usychající kaštany (Castanea sativa) které zde suchem trpěly nejvíce ze všech stromů. Střed města.

## Ochrana rostlin

### Prevence
Rostliny náročné na vodu je vhodné pěstovat pod závlahou. Před vysýcháním v jarních měsících lze rostliny chránit světlou netkanou textilií. Prosolenou půdu odstranit.

### Opatření při výskytu
Závlaha, defoliace, odstranění částí rostlin.